# 奥村勝彦
奥村 勝彦（おくむら かつひこ、1961年 - ）は、漫画編集者。元『コミックビーム』編集総長兼『コミックビーズログ』編集長。

## 経歴
大学卒業後、秋田書店に入社。『週刊少年チャンピオン』等の各漫画編集部を歴任し「Let'sダチ公」（作：積木爆 画：木村知夫）、「ブロイラーおやじFX」（作画：桜玉吉）などを担当する。1994年、『グランドチャンピオン』休刊を機に秋田書店を退社しアスキーに入社。コミックビーム編集部にて桜玉吉等を担当し、1998年7月より編集長を務める。2000年のエンターブレインの独立分社化にともない移籍、2013年4月からコミックビーズログ編集部にて編集長を兼任する関係で、コミックビーム編集部では役職が編集総長となり2019年3月まで務めた。コミックビーム編集総長及びコミックビーズログ編集長退任後は、2020年にKADOKAWA社内に新設されたインバウンドコミック編集部の編集長として海外発コミックスの編集に携わる傍ら、同年6月より1年間電撃オンラインにて「O村の漫画野郎(仮)」という、漫画界の歴史＆激動の編集者人生を独自の視点で振り返るコラムを連載していた。

## 漫画内での登場
鈴木みその『オールナイトライブ』『銭』他では本人役、桜玉吉の日記漫画には「O村」という名前で本人役、須藤真澄の『おさんぽ大王』では「O村パパ」、立原あゆみの『本気!』では「奥村」というヤクザ役、「まかでみ・WAっしょい！」では「O村」など他にも数多くの作品にキャラクターとして登場する漫画俳優でもある。
漫画内ではがっちりした体格に薄い眉というイカツいやくざ風の風貌で荒い言葉遣いをする人物として描写されている。ちなみに桜玉吉には初対面の席で「もしかして元ヤンキー？」と言われている。

## 親交
桜玉吉との親交が深く漫玉日記シリーズの初期から頻繁に登場し欠かせない登場人物になっている。玉吉の半生記である『桜玉吉のかたち』を出版した時は、玉吉を「アミーゴ」と呼び、自分が死んだらこの本を自らの棺に入れて欲しいと発言している。